# Сория (провинция)
Со́рия (исп. Soria) — провинция на севере Испании в составе автономного сообщества Кастилия и Леон. Административный центр — Сория.

## География
Территория — 10 303 км² (23-е место среди провинций страны).

## Демография
Население — 93 тыс. человек (50-е место; данные 2005 года).